# Festival japonès

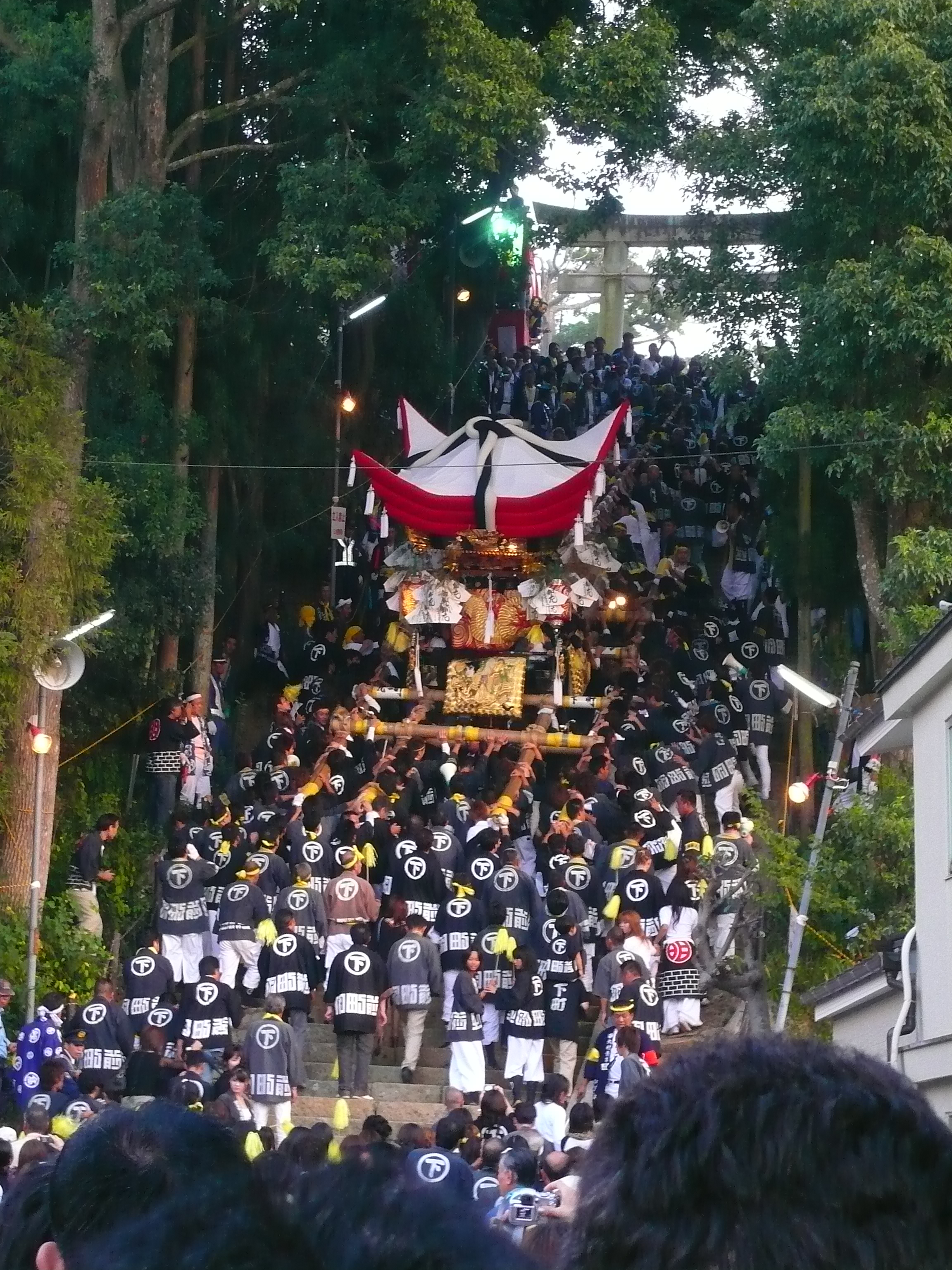
Gran Mikoshi "Yatai" a la festa Miki de la collita de la tardor a Miki, Hyogo

Els festivals japonesos tradicionals de vegades tenen les seves arrels en els antics festivals tradicionals xinesos, però han experimentat grans canvis quan s'han barrejat amb els costums locals i de vegades ja no s'assemblen gens amb els festivals originals malgrat que en conservin el nom i la data.
Al contrari que la majoria de les ètnies d'Àsia oriental, els japonesos generalment no celebren l'Any Nou Lunar, sí que ho fan els xinesos que resideixen al Japó.

## Festivals locals (matsuri)
Matsuri (祭) és la paraula japonesa per a festival o "Festa". Al Japó els festivals normalment estan patrocinats per un Jinja budista, però també poden ser seglars.
No hi ha dies específics matsuri per a tot el Japó, però els dies de festival tendeixen a agrupar-se al voltant de festes tradicionals com el Setsubun o Obon. Normalment els matsuri es fan a finals d'estiu inici de tardor relacionats amb la collita de l'arròs.
En els matsuri sovint es fan processions que poden incloure caravanes decorades. Al costat del matsuri sovint es venen souvenirs i aliments com el takoyaki, i es fan jocs i concursos de Karaoke o de sumo i d'altres.

### Alguns matsuri famosos
| Nom del Matsuri              | Nota                                              | Lloc      |
| ---------------------------- | ------------------------------------------------- | --------- |
| Atsuta                       | al santuari Atsuta el juny                        | Nagoya    |
| Aoi                          | als santuaris Shimogamo i Kamigamo el maig        | Kyoto     |
| Gion                         | el juliol                                         | Kyoto     |
| Hadaka                       | el febrer                                         | Okayama   |
| Hakata Gion Yamakasa         | a Kushida-jinja el juliol                         | Fukuoka   |
| Hōnen                        | al santuari Tagata el març                        | Komaki    |
| Jidai                        | el 22 d'octubre                                   | Kyoto     |
| Kanamara                     | al santuari Kanayama l'abril                      | Kawasaki  |
| Kanda                        | al santuari Kanda Myojin el maig                  | Tokyo     |
| Kanto                        | el 3-7 d'agost                                    | Akita     |
| Kishiwada Danjiri            | el setembre                                       | Kishiwada |
| Miki Autumn Harvest Festival | al santuari Ōmiya Hachiman l'octubre              | Miki      |
| Nada no Kenka                | al santuari Matsubara Hachiman el 14–15 d'octubre | Himeji    |
| Nagoya                       | al Parc Hisaya Ōdori de Sakae, Nagoya             | Nagoya    |
| Sanja                        | al santuari Asakusa el maig                       | Tokyo     |
| Sannō                        | al santuari Hie el junye                          | Tokyo     |
| Tenjin                       | held at Ōsaka Tenman-gū in July                   | Osaka     |
| Wakakusa Yamayaki            | a Nara el gener                                   | Nara      |
| Yotaka                       | a Toyama,Tonami el juny                           | Toyama    |

## Galeria d'imatges

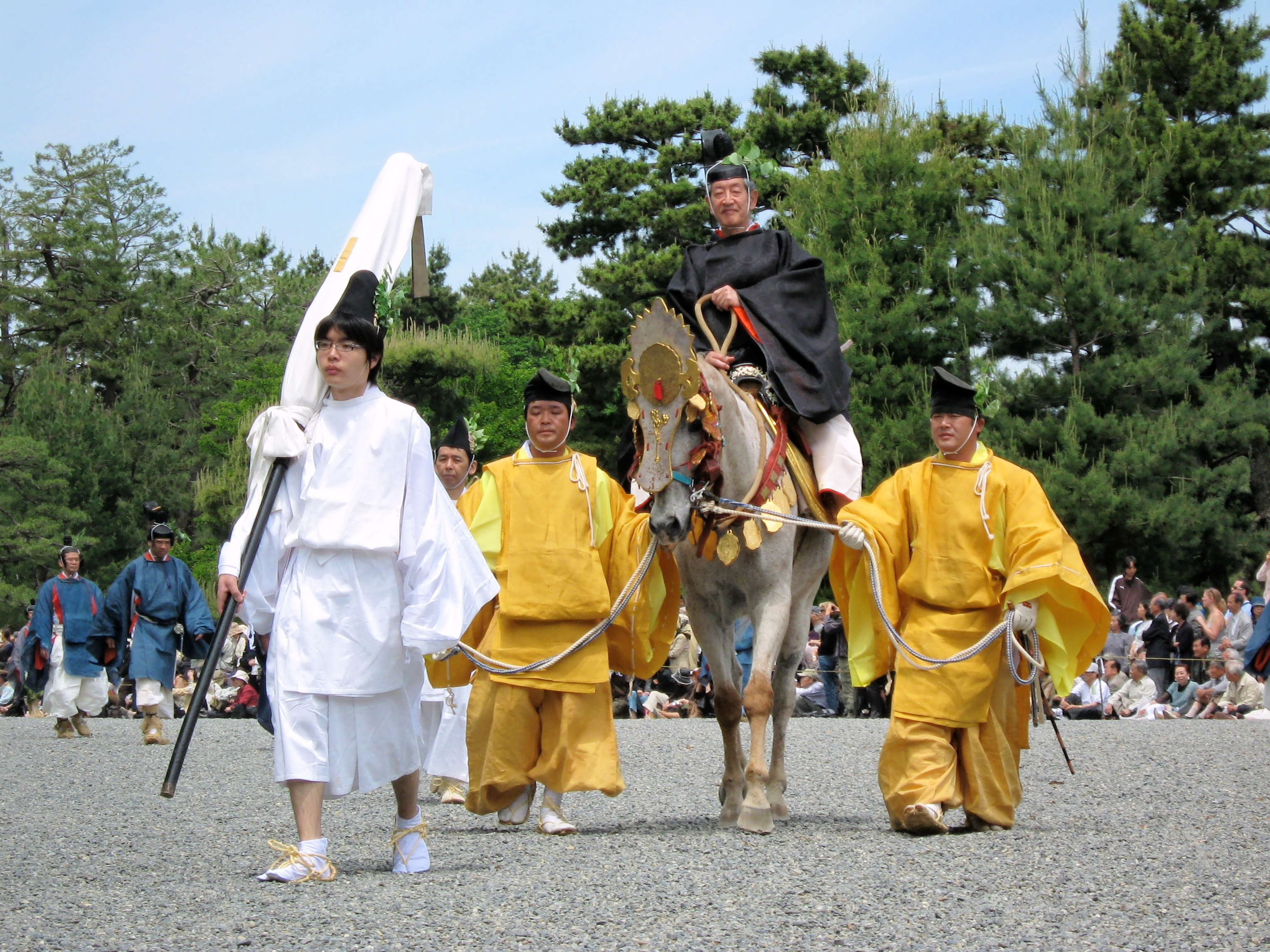
Aoi Matsuri a Kyoto
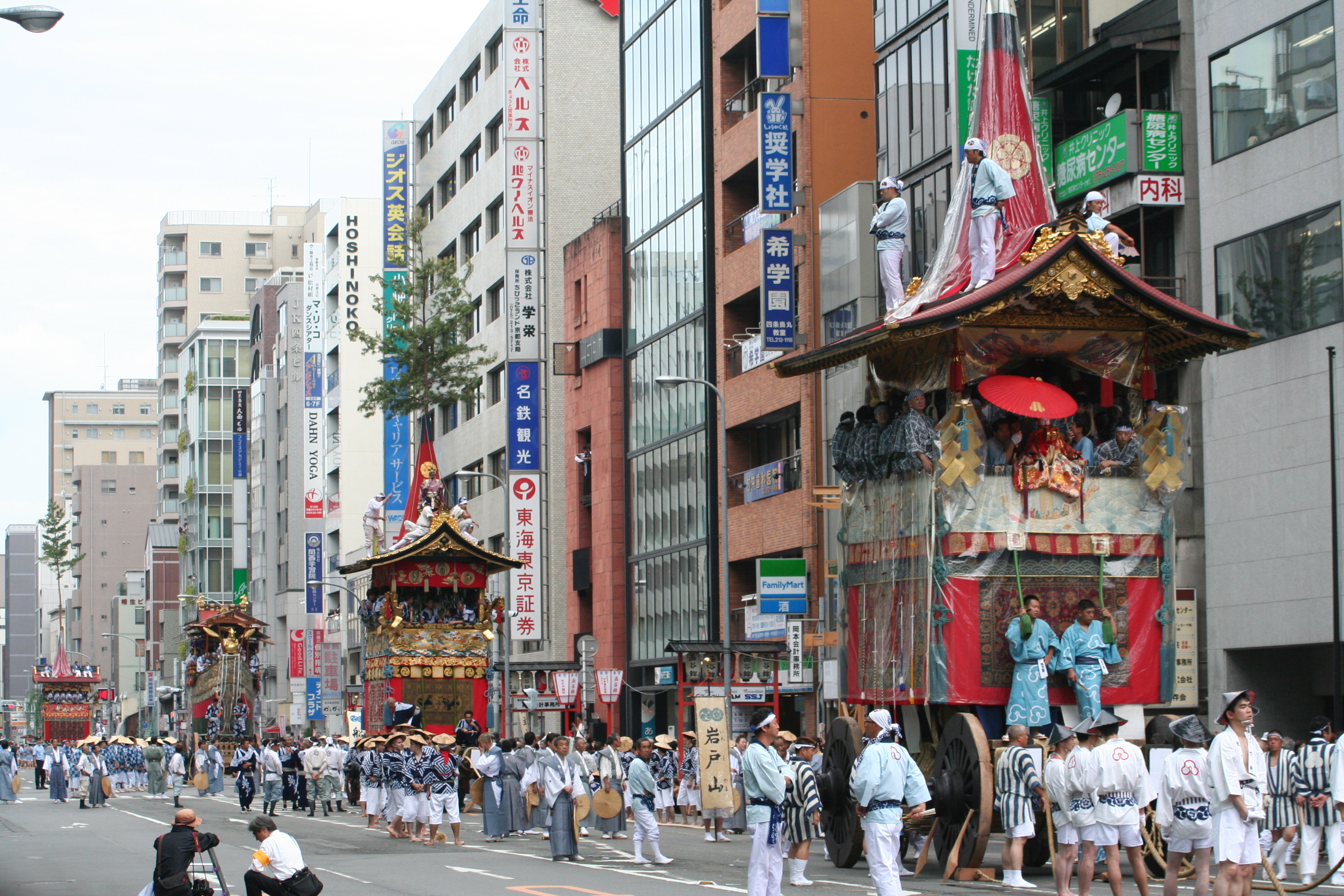
Gion Matsuri a Kyoto
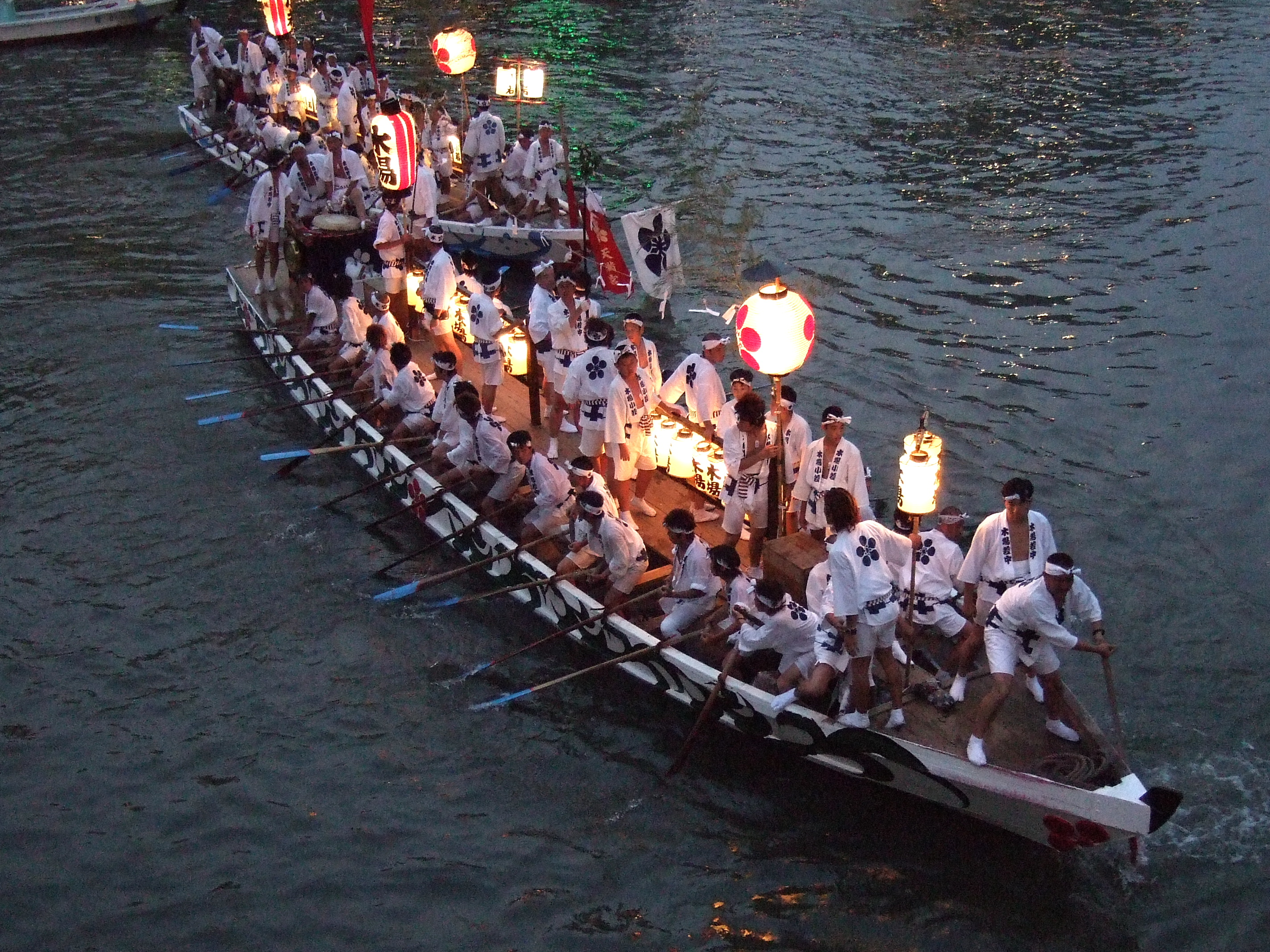
Tenjin Matsuri a Osaka
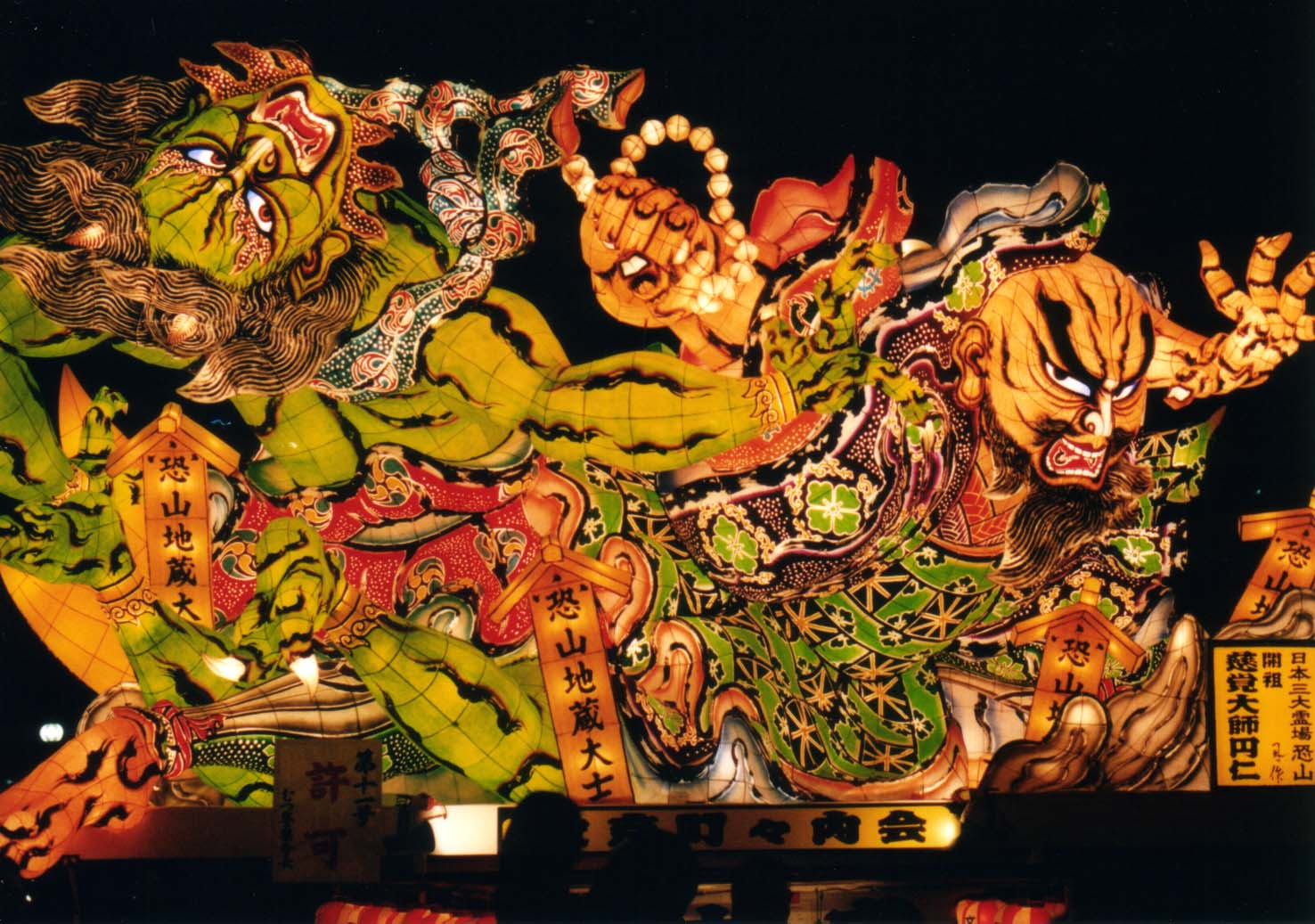
Festival Nebuta a Aomori
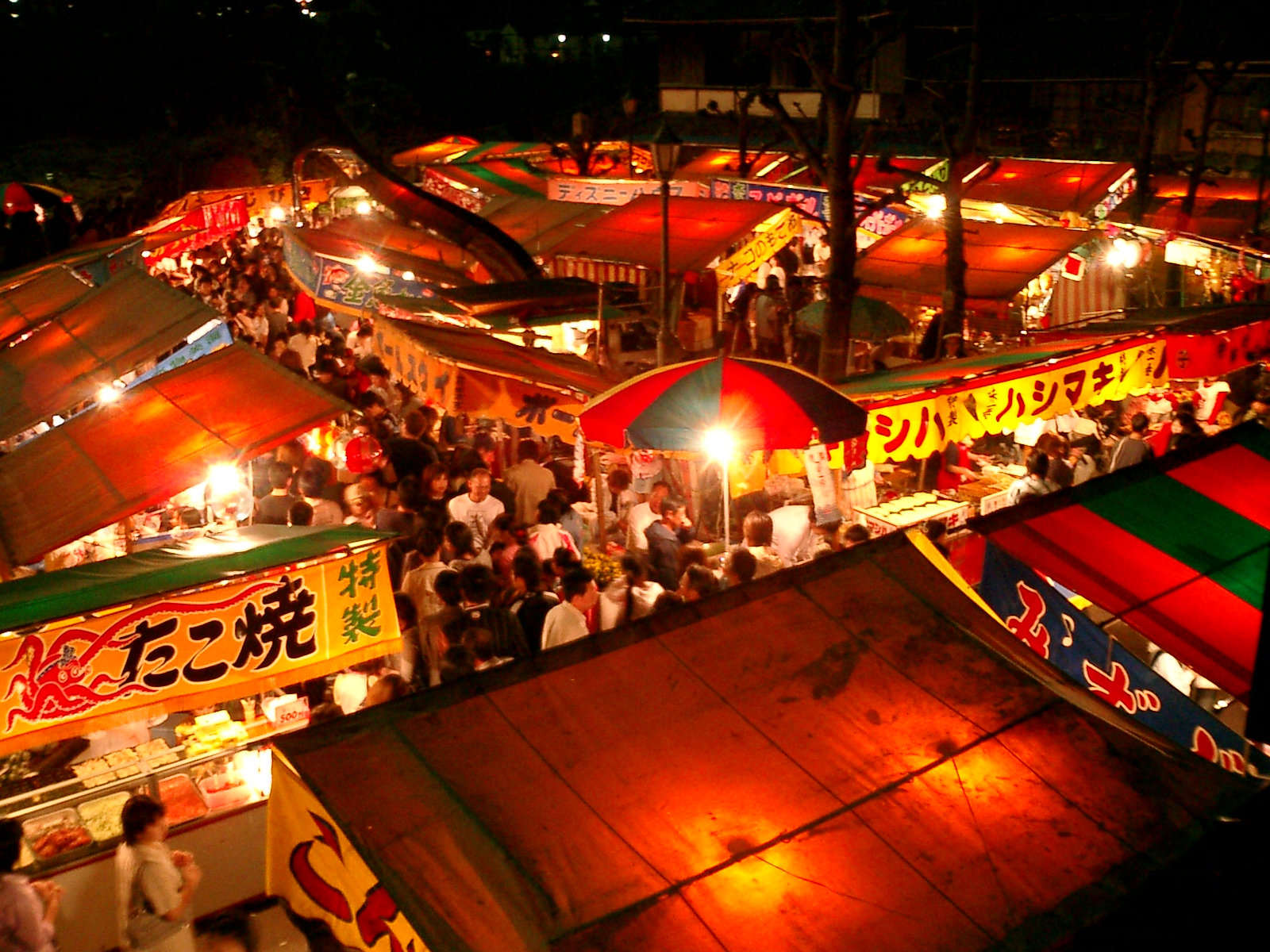
Venent aliments o joguines a un festival
"Wakakusa Yamayaki" Un festival anual a Mont Wakakusayama .